# Necati Cumalı
Necati Cumalı (1921. – 2001. január 10.) török író, költő.

## Életrajz
Görögországban született (Florina) és az 1923-as Görögország és Törökország közötti lakosságcseréről szóló megállapodás alapján a családjával együtt telepedett le az İzmir közelében fekvő Urlában.
Az Ankarai Egyetem jogi karán végzett. Első versei az 1940-es években jelentek meg a Varlık és Servet-i Fünun török irodalmi folyóiratokban. A katonai szolgálata alatt kezdett írni rövid történeteket, melyekben Sabahattin Alı török író hatása érezhető.
Műveiben nagy jelentőséget kap a nők ábrázolása.
Halála után az értékes könyvgyűjteményét adományként a Koçi Egyetem kapta meg.

## Művei
A Száraz nyár (törökül: Susuz Yaz) c. rövid novellájából Metin Erksan rendező készített azonos címmel filmet, mely 1964-ben a 14. berlini filmfesztiválon elnyerte az Arany Medve fődíjat.
Másik híres regénye a Lerombolt hegyek: Makedónia 1900 (törökül: Viran Dağlar: Makedonya 1900), aminek cselekményének hátterében családjának története és a Balkán válsága húzódik meg.
2001-ben Michel Favart a regény adaptálásával készített filmet – egy nemzetközi ARTE produkció keretében – Le dernier Seigneur des Balkans (A Balkán utolsó urai) címen.

## Fordítás
- Ez a szócikk részben vagy egészben  a   Necati Cumalı című angol Wikipédia-szócikk fordításán alapul.  Az eredeti cikk szerkesztőit annak laptörténete sorolja fel. Ez a jelzés csupán a megfogalmazás eredetét és a szerzői jogokat jelzi, nem szolgál a cikkben szereplő információk forrásmegjelöléseként.
- Ez a szócikk részben vagy egészben  a   Necati Cumalı című török Wikipédia-szócikk fordításán alapul.  Az eredeti cikk szerkesztőit annak laptörténete sorolja fel. Ez a jelzés csupán a megfogalmazás eredetét és a szerzői jogokat jelzi, nem szolgál a cikkben szereplő információk forrásmegjelöléseként.